# Ancelle (Altos-Alpes)
Ancelle é uma comuna francesa na região administrativa da Provença-Alpes-Costa Azul, no departamento de Altos-Alpes. Estende-se por uma área de 50,66 km². Em 2010 a comuna tinha 936 habitantes (densidade: 18,5 hab./km²).